# Henri Bortoft
Peter Henri Bortoft (1938 – 29 de dezembro de 2012) foi um físico britânico, mais conhecido por sua obra The Wholeness of Nature. Seu livro Taking Appearance Seriously: The Dynamic Way of Seeing in Goethe and European Thought foi publicado em 2012.

## Formação e carreira
Bortoft completou seus estudos na Universidade de Hull, com pesquisas de pós-graduação sobre os fundamentos da mecânica quântica no Birkbeck College, onde o físico teórico David Bohm o introduziu no problema do holismo (wholeness) em teoria quântica. Trabalhou em seguida com John G. Bennett sobre a sistemática de Bennett. O resultado deste trabalho foi publicado em Systematics: The Journal of the Institute for the Comparative Study of History, Philosophy and the Sciences.
Bortoft lecionou física no Schumacher College. Apresentou diversas palestras e seminários no Reino Unido e Estados Unidos sobre o trabalho científico de Johann Wolfgang von Goethe e sobre o desenvolvimento da ciência moderna.

## Obras
- Henri Bortoft Taking Appearance Seriously: The Dynamic Way of Seeing in Goethe and European Thought, Floris Books, 2012, ISBN 978-086315-927-5.
- The Wholeness of Nature: Goethe's way toward a science of conscious participation in nature, Lindisfarne Press, 1996, ISBN 978-0-940262-79-9.
- Goethe's Scientific Consciousness, Octagon press, 1986, ISBN 978-0-904674-10-1. Note that Goethe's Scientific Consciousness is reused as part II of the book The Wholeness of Nature
- "Counterfeit and Authentic Wholes", In D. Seamon and R. Mugerauer, eds.: Dwelling, Place and Environment: Toward a Phenomenology of Person and World, pp. 281–302, Columbia University Press, 1985.
- The Whole: Counterfeit and Authentic, Systematics, 9 (2) (September, 1971), pp. 43–73.
- Review Discussion: A Systematic Critique of the Management of Science, Systematics, 7 (4) (March, 1971), pp. 347–351.
- The Ambiguity of ‘One’ and ‘Two’ in Young’s Experiment, Systematics, 8 (3) (December, 1970), available online at http://www.toutley.demon.co.uk/HB.htm.
- Language, Will, and the Fact, Systematics, 6 (3) (December, 1968).
- “The Resolution by a Rigorous Descriptive Method of Some Dilemmas in Physical Science – Part 1”, Systematics, 4 (2) (September, 1966). This article reflects Bortoft’s development of the idea of a rigorous descriptive method in the earlier article below and restates the Descriptive Model more concisely and elegantly, with an emphasis on the collective, sociological will of the scientific community.
- com John G. Bennett e K. W. Pledge: Towards an Objectively Complete Language: An essay in objective description as applied to scientific procedure, Systematics, 3 (3) (December, 1965).